# تپه نوروز علی مرگان رضوان
تپه نوروز علی مرگان رضوان مربوط به هزاره اول قبل از میلاد است و در شهرستان شاهرود، بخش میامی، روستای رضوان واقع شده و این اثر در تاریخ ۲۵ خرداد ۱۳۸۱ با شمارهٔ ثبت ۵۸۴۴ به‌عنوان یکی از آثار ملی ایران به ثبت رسیده است.